# خرگلو
خرگلو، روستایی در دهستان میانکوه شرقی بخش افرینه شهرستان معمولان در استان لرستان ایران است.

## جمعیت
بر پایه سرشماری عمومی نفوس و مسکن در سال ۱۳۹۵، جمعیت این روستا برابر با ۵۴ نفر (۱۸ خانوار) بوده‌است.